# Xã Hopewell, Quận Mercer, Ohio
Xã Hopewell (tiếng Anh: Hopewell Township) là một xã thuộc quận Mercer, tiểu bang Ohio, Hoa Kỳ. Năm 2010, dân số của xã này là 1.033 người.